# سيدني داي
سيدني داي (9 فبراير 1884 في المملكة المتحدة - 7 يوليو 1970 في المملكة المتحدة) (بالإنجليزية: Sydney Day)‏ هو لاعب كريكت بريطاني (وحمل سابقاً جنسية المملكة المتحدة لبريطانيا العظمى وأيرلندا). لعب مع Kent County Cricket Club ‏.

## وصلات خارجية
- سيدني داي على موقع إي آس بي آن كريك إنفو (الإنجليزية)